# Rubus pentagonus
Rubus pentagonus är en rosväxtart som beskrevs av Nathaniel Wallich. Rubus pentagonus ingår i släktet rubusar, och familjen rosväxter.

## Underarter
Arten delas in i följande underarter:
- R. p. eglandulosus
- R. p. longisepalus
- R. p. modestus